# Serbische Garde
Die Serbische Garde (serbisch Српсқа гарда Srpska garda) war eine serbische paramilitärische Einheit, die in Kroatien während des Kroatienkrieges eingesetzt wurde und eng mit der Serbischen Erneuerungsbewegung (SPO) verbunden war. Etwa 80 Prozent der Angehörigen waren zugleich Mitglieder der SPO. Diese paramilitärische Einheit wurde vom SPO-Politiker Vuk Drašković und seiner Ehefrau Danica Drašković zusammen mit Đorđe Božović „Giška“ und Branislav Matić „Beli“ gegründet.
Das Ausbildungszentrum befand sich nahe Bor im Osten Serbiens. Die paramilitärische Einheit nahm an den Angriffen gegen kroatische Gebiete nahe der Stadt Gospić teil. Teile der Einheiten kämpften ebenfalls im Bosnienkrieg. Đorđe Božović war der erste Kommandeur der Einheit und fiel bei einem Gefecht nahe Gospić. Einigen Aussagen gemäß sei Božović durch friendly fire durch Truppen der Republik Serbische Krajina umgekommen. Der Anführer und Finanzier Branislav Matić wurde im August 1991 in Belgrad erschossen.
Der serbische General Nebojša Pavković wies auf die Rolle von Drašković bei der Gründung der Serbischen Garde hin.